# USS Congress (FFG-63)
O USS Congress (FFG-63) será o segundo navio da classe Constellation de fragatas de mísseis guiados, é o sétimo navio da Marinha dos Estados Unidos com este nome. Será construído pela Marinette Marine, subsidiária da Fincantieri.

## Nome
Em dezembro de 2020, o secretário da Marinha (SECNAV), Kenneth Braithwaite, anunciou que o segundo navio da classe se chamaria USS Congress (FFG-63).
Ela foi nomeada em homenagem ao primeiro USS Congress (1799), uma das seis fragatas originais da Marinha dos Estados Unidos, e seu nome estava entre os dez nomes apresentados ao presidente George Washington pelo secretário da Guerra, Timothy Pickering, em março de 1795, para as fragatas que seriam enviadas serem construídas.

## História
Em maio de 2021, a Marinha dos Estados unidos concedeu a opção de contrato à Fincantieri Marinette Marine para construir a segunda fragata da classe Constellation.